# Blu marino

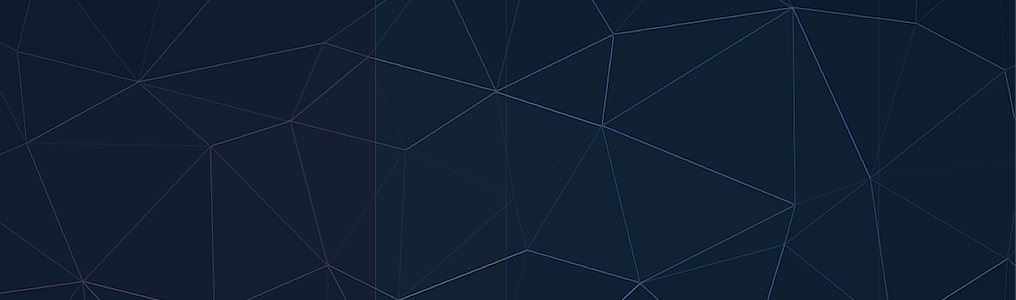
Una gradazione di blu marino

Blu marino (o blue navy) è una gradazione molto scura di blu, che si avvicina molto al nero. Il suo nome è dovuto al colore delle divise utilizzate dalla Marina Militare Britannica a partire dal 1748, e successivamente adottato in tutto il mondo. È stato indossato anche dagli americani durante alcune guerre.
Il primo uso del nome blu navy per indicare questo colore avvenne nel 1840.